# Povorotne, Bilohirsk
Povorotne (în ucraineană Поворотне) este un sat în comuna Bahate din raionul Bilohirsk, Republica Autonomă Crimeea, Ucraina.

## Demografie
Componența lingvistică a localității Povorotne
     Rusă (64,08%)
     Ucraineană (18,45%)
     Tătară crimeeană (16,5%)
     Alte limbi (0,97%)
Conform recensământului din 2001, majoritatea populației localității Povorotne era vorbitoare de rusă (64,08%), existând în minoritate și vorbitori de ucraineană (18,45%) și tătară crimeeană (16,5%).